# 지구 온난화의 장기적 영향
지구 온난화의 장기적 영향으로 그린란드 빙상이 녹고 메테인 하이드레이트가 분해되기 시작하며 열염순환이 멈출 수 있다. 그리고 해양 산소 농도가 떨어진다.

## 같이 보기
- 지구 온난화의 영향